# Carlo Lorenzi
Carlo Sisto Lorenzi (Agordo, 2 settembre 1974) è un hockeista su ghiaccio italiano.

## Carriera

### Club
Lorenzi esordì nella stagione 1991-92 nell'Alleghe Hockey, dopo essere cresciuto nelle giovanili della formazione veneta, collezionando 6 presenze nell'anno del successo in Alpenliga.
Da sempre scelse di giocare con la maglietta numero 14, e fu uno dei pilastri della squadra alleghese, facendo parte della rosa della squadra ininterrottamente dal 1992 fino al 2014. In carriera collezionò oltre 600 presenze con le Civette, per un totale di quasi 200 punti. Nel 2011 presso il palazzetto dell'Hodegart di Asiago Lorenzi ricevette un premio per la sua carriera e per il suo contributo all'Alleghe.
Nel 2014 Lorenzi si ritrovò senza squadra, non potendo disputare la Serie B con l'Alleghe a causa del nuovo regolamento che metteva un tetto all'età dei giocatori in seconda serie. A novembre ritornò dunque a giocare in Serie A con la maglia dell'HC Fassa. Dopo due stagioni rientrò dal prestito ai fassani per disputare la serie B.

### Nazionale
Dopo aver disputato alcuni incontri con le nazionali minori Lorenzi esordì con la Nazionale italiana nel mondiale del 1999, per vincere nel 2005 il titolo di Prima Divisione. Nel 2006, con la maglia del Blue Team partecipò ai XX Giochi olimpici invernali. L'ultimo suo mondiale è stato quello del 2008, dopo dieci rassegne iridate consecutive.

## Palmarès

### Club
- Alpenliga: 1

Alleghe: 1992-1993
- Campionato italiano - Serie B: 1

Alleghe: 2013-2014

### Nazionale
- Campionato mondiale di hockey su ghiaccio - Prima Divisione: 1

Paesi Bassi 2005

### Individuale
- Top 3 Player on Team del Campionato mondiale di hockey su ghiaccio: 1

Lettonia 2006